# 29431 Shijimi
29431 Shijimi è un asteroide della fascia principale. Scoperto nel 1997, presenta un'orbita caratterizzata da un semiasse maggiore pari a 2,2357528 UA e da un'eccentricità di 0,1554355, inclinata di 7,19564° rispetto all'eclittica.